# Radio Mercur
Radio Mercur var en dansk piratradiostation som med start den 2 augusti 1958 sände till Danmark från båtar på internationellt vatten i Öresund.
Initiativtagaren till Radio Mercur var den 32-årige köpenhamnsbon Peer Jansen. Han var den förste som upptäckte den lucka i lagen som gjorde det möjligt att kringgå den monopolsituation som rådde inom rundradioverksamhet i de flesta europeiska länder. Monopolsituationen innebar att det var olagligt för andra än det av staten godkända företaget att sända radioprogram. Lagstiftningen gällde dock endast för sändningar inom det egna landets gränser, men genom att placera en radiosändare på ett fartyg, förankrat utanför ett lands territorialgräns, kunde sändningar riktas utifrån havet in mot landet ifråga, i Radio Mercurs fall Danmark. Radio Mercur inledde sina sändningar i augusti 1958 från ett mindre fartyg som låg för ankar i Öresund.
Från december 1958 utnyttjades möjligheten att vända om antennen och ha sändningar riktade mot Sverige, eller åtminstone mot sydvästra delarna av Skåne med fokus på Malmöregionen. Det danska Radio Mercur hyrde då ut sändaren under eftermiddagstimmarna till det svenska företaget Skånes Radio Mercur som drevs av Nils-Erik Svensson. I mars 1962 byttes namnet till Radio Syd och samma år skaffade Radio Syd även eget sändarfartyg. Stationen ägdes och leddes då av Britt Wadner.
Populariteten för Radio Mercur blev stor och gav inspiration till allt fler att starta liknande projekt, som alla baserades på Peer Jansens idé. I september 1961 tillkom ett nytt radioföretag med stationsnamnet Danmarks Commercielle Radio (DCR) med sändarfartyget Lucky Star. Bakom DCR fanns några utbrytare ur personalen från Radio Mercur som var missnöjda med en försämrad utveckling för Radio Mercurs programkvalitet. Med DCR ville de ge ett mer ambitiöst alternativ, och visst kunde Mercur ha behövt en konkurrent som kunde ha väckt upp stationen till ett mer kvalitativt format. Men de stora ambitioner ur vilka DCR hade tillkommit verkar ha förlorats någonstans, och lyssnarresponsen för DCR blev klen. De ansvariga bakom DCR hade även räknat med större framgång i att dra med sig de annonsörer de hade haft så bra kontakter med när de arbetat på Mercur, men brist på annonsörer drog ner stationens ekonomiska förutsättningar. Redan efter fyra månaders sändningar kom sammanbrottet som utmynnade i ett samgående med Radio Mercur. Trots all ambition att göra något bättre än det ursprungliga Mercur infördes inga andra förändringar - Mercurs stil och upplägg i programutbudet kom att förbli som det varit ända från starten 1958.
Den danska socialdemokratiska regeringen hade ända sedan starten envetet arbetat för att Radio Mercur skulle stoppas. Den 3 april 1962 presenterade trafikministern Kai Lindberg i det danska Folketinget en proposition till den nya piratradiolagen som populärt skulle gå under namnet "Lex Mercur". Efter en tredje behandling i Folketinget den 14 juni 1962 antogs den med 83 röster för, 38 emot och 23 nedlagda röster. Lagen skulle träda i kraft den 1 augusti 1962, och redan den 10 juli släcktes sändningarna från Cheeta II i Stora Bält och sändningarna skedde sedan fram till slutet endast från Lucky Star i Öresund på 88 MHz. Radio Mercurs sändningar från Lucky Star fortsatte till avslutningen och avskedsprogrammen den 31 juli 1962, då sändningarna stängdes kl 23.59.30. En inspelning verifierar detta exakta klockslag.
Efter ett par veckor återstartades sändningarna överraskande den 13 augusti 1962 då den välkända trumpetsignalen och andra av Radio Mercurs ID-signaler och äldre programband hördes i sändningarna, som pågick under ett par dagar. Stationens ägare och tillfrågade medarbetare avsade sig allt ansvar. Vid 04.30 på torsdagsmorgonen den 16 augusti gjorde dansk tull och polis en blixtaktion mot Lucky Star som bordades med hjälp av tullens fartyg. Lucky Star bogserades in mot danskt territorium. Under bogseringen sänkte flera förbipasserande båtar sina flaggor på halv stång som en sympatihälsning, men ombord på Lucky Star kunde kaptenen inte besvara detta eftersom den falska libanesiska flaggan, som det visade sig att fartyget burit, då redan var nerhalad och borttagen. Vid ankomsten till hamnen i Tuborg norr om Köpenhamn vid 9-tiden på morgonen stod en polisbil beredd och väntade vid kajen. Lucky Star togs i beslag och sändarutrustningen höggs upp för att inte kunna användas igen. Fartyget skulle sedan bli kvar ända till januari 1963 för att ägarförhållandena skulle utredas. Därefter såldes Lucky Star för användning som fraktfartyg under namnet "Kamilla Whitthøft", senare "Vendelbo", men hon grundstötte den 28 juli 1971 och blev därefter huggen till skrot.

### Fotnoter
1. ↑  ”Radio Mercur”. Radio Mercur. Arkiverad från originalet den 7 november 2017. https://web.archive.org/web/20171107120443/http://radioarkivet.se/mercur.htm. Läst 30 september 2017.